# مارك بريان
مارك بريان (بالإنجليزية: Mark Bryan)‏ هو رسام أمريكي، ولد في 24 مايو 1950 في كاليفورنيا الجنوبية في الولايات المتحدة.

## وصلات خارجية
- الموقع الرسمي